# Callionymus koreanus
Callionymus koreanus là một loài cá biển thuộc chi Callionymus trong họ Cá đàn lia. Loài này được mô tả lần đầu tiên vào năm 1987.

## Từ nguyên
Danh pháp khoa học của loài này bắt nguồn từ tên của nơi đầu tiên tìm thấy chúng, bán đảo Triều Tiên.

## Phân bố và môi trường sống
C. koreanus có phạm vi phân bố ở Tây Bắc Thái Bình Dương. Loài cá này được tìm thấy ở biển Hoàng Hải.

## Mô tả
Mẫu vật lớn nhất của C. koreanus có chiều dài cơ thể được ghi nhận là 10,7 cm.